# Воррен Барретт
Воррен Барретт (англ. Warren Barrett; нар. 9 вересня 1970, Сент-Джеймс) — ямайський футболіст, що грав на позиції воротаря. Виступав за національну збірну Ямайки.

## Клубна кар'єра
У дорослому футболі дебютував 1988 року виступами за команду клубу «Вайолет Кікерс», в якій провів дванадцять сезонів.
Своєю грою за цю команду привернув увагу представників тренерського штабу клубу «Вадада», до складу якого приєднався 2000 року.
2000 року повернувся до клубу «Вайолет Кікерс», за який відіграв один сезон, після якого завершив професійну кар'єру футболіста.

## Виступи за збірну
1990 року дебютував в офіційних матчах у складі національної збірної Ямайки. Протягом кар'єри у національній команді, яка тривала 11 років, провів у формі головної команди країни 127 матчів.
У складі збірної був учасником розіграшу Золотого кубка КОНКАКАФ 1993 року в США та Мексиці, на якому команда здобула бронзові нагороди, розіграшу Золотого кубка КОНКАКАФ 1998 року в США, чемпіонату світу 1998 року у Франції, розіграшу Золотого кубка КОНКАКАФ 2000 року в США.

## Титули і досягнення
- Переможець Карибського кубка: 1998